# Dobrociechy
Dobrociechy (do 1945 niem. Dubbertech) – wieś w północnej Polsce, położona w województwie zachodniopomorskim, w powiecie koszalińskim, w gminie Bobolice.
Majątek rycerski w Dobrociechach w XIX i XX w., należał do jednej z większych posiadłości ziemskich pow. koszalińskiego. W 1928 r. liczył 1149 ha. Funkcjonowała gorzelnia, cegielnia i przędzalnia wełny.
W miejscowości był przystanek kolei wąskotorowej Dobrociechy.

## Zabytki
- park pałacowy z aleją dojazdową, XIX, nr rej.: 1031 z 13.06.1978, pozostałość po pałacu.